# Jardins exotiques de Bouknadel
 (octobre 2023).
Si vous disposez d'ouvrages ou d'articles de référence ou si vous connaissez des sites web de qualité traitant du thème abordé ici, merci de compléter l'article en donnant les références utiles à sa vérifiabilité et en les liant à la section « Notes et références ».

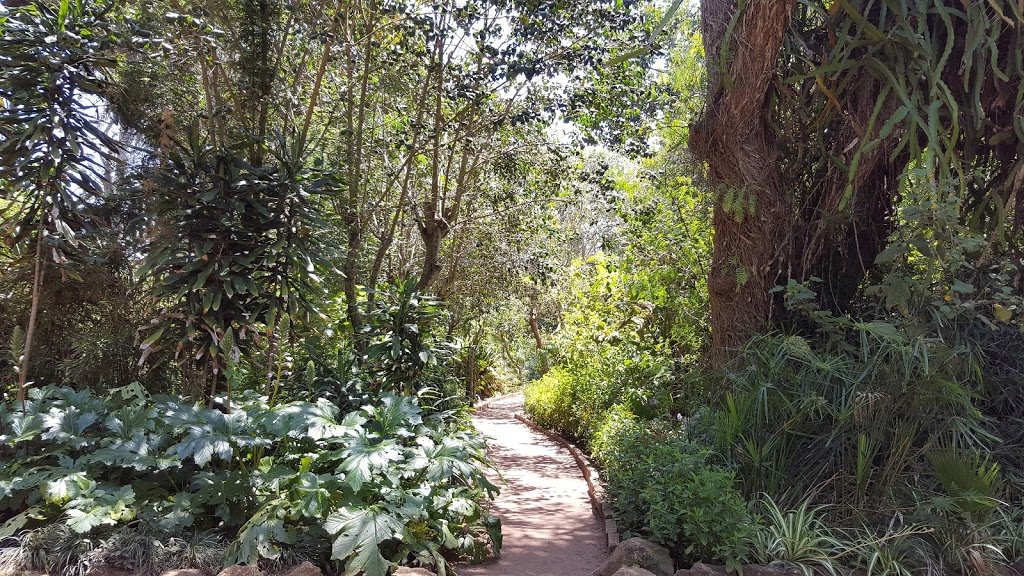
Une allée dans les jardins de Bouknadel

Les Jardins exotiques de Bouknadel sont des jardins ouverts au public, situés au nord de Salé, au Maroc.

## Histoire
Les jardins ont été créés en 1952 par l'ingénieur horticole français Marcel François,. Il construit sur ce terrain sa demeure, et entreprend la réalisation des jardins : à côté de la production des plantes, il entend y développer une scénographie à visée pédagogique et écologique qui présente des jardins de différentes parties du monde. Les jardins sont ouverts au public en 1961.
En 1973, la « marocanisation » fait passer la propriété des jardins à l'État marocain (ministère de l'Agriculture), mais Marcel François en reste gérant. En 1981, il perd le contrôle du site, ce qui l'amène à quitter  définitivement le Maroc en 1984. Les jardins connaissent alors une période d'abandon.
Durant les années 90, les jardins et leurs scénographie sont peu à peu détériorés par les incivilités des visiteurs et le manque d’entretien. Une initiative citoyenne voit le jour pour réhabiliter les jardins et assurer la transmission du projet de Marcel François aux générations futures. L’association Les Amis des Jardins Exotiques de Bouknadel est fondée en 1998 et entreprend tout d’abord des chantiers de nettoyage. Par leur présence régulière, les bénévoles de l’association sensibilisent le public au respect des lieux et partagent leurs enseignements à travers des cours de jardinage collectif qui ont notamment permis de réhabiliter les pépinières du jardin de 1999 à 2001. L’association est également à l’initiative d’un inventaire des plantes et a suggéré la création d'un musée dans la maison du fondateur des jardins après avoir recueilli certaines pièces et œuvres lui ayant appartenu.

## Localisation
Les Jardins exotiques de Bouknadel se situent sur la commune de Sidi Bouknadel, au nord de Salé, sur la route de Kénitra (Route nationale 1), au km 13. Ils se trouvent du côté ouest de la route sur une parcelle en longueur (est-ouest) d'environ quatre hectares.

## Description
Les jardins exotiques comprennent de nombreux espaces diversifiés. Les "Jardins Nature" sont inspirés par la nature sauvage de diverses régions du globe (Antilles, Congo, savane arbustive, Brésil, etc.), tandis que les "Jardins Culture" font référence à des espaces marqués par la main de l'homme : jardin andalou, jardin chinois, jardin japonais.
Le musée, installé dans l'ancienne maison de Marcel François, présente l'histoire du site, de sa création à sa récente rénovation, ainsi que les actions de la Fondation Mohammed VI pour la protection de l'environnement. Les jardins abritent également une volière, un vivarium (reptiles) et un labyrinthe.
Deux parcours ludiques (un court et un long) sont proposés, ainsi que la découverte de tortues et de reptiles.

## Renseignements
Les jardins ne sont ouverts ni le lundi matin ni pendant les deux Aïd :[Al adha], [Al fitr]. Les autres jours, ils ouvrent à partir de 9 heures et jusqu'à 18 heures en automne et en hiver et 19 heures 30 au printemps et en été. L'entrée est payante. Le café maure situé à l'intérieur des jardins, près de l'entrée, propose une restauration légère et des rafraîchissements. Un kiosque situé près du musée offre des boissons, des glaces, etc.

## Galerie

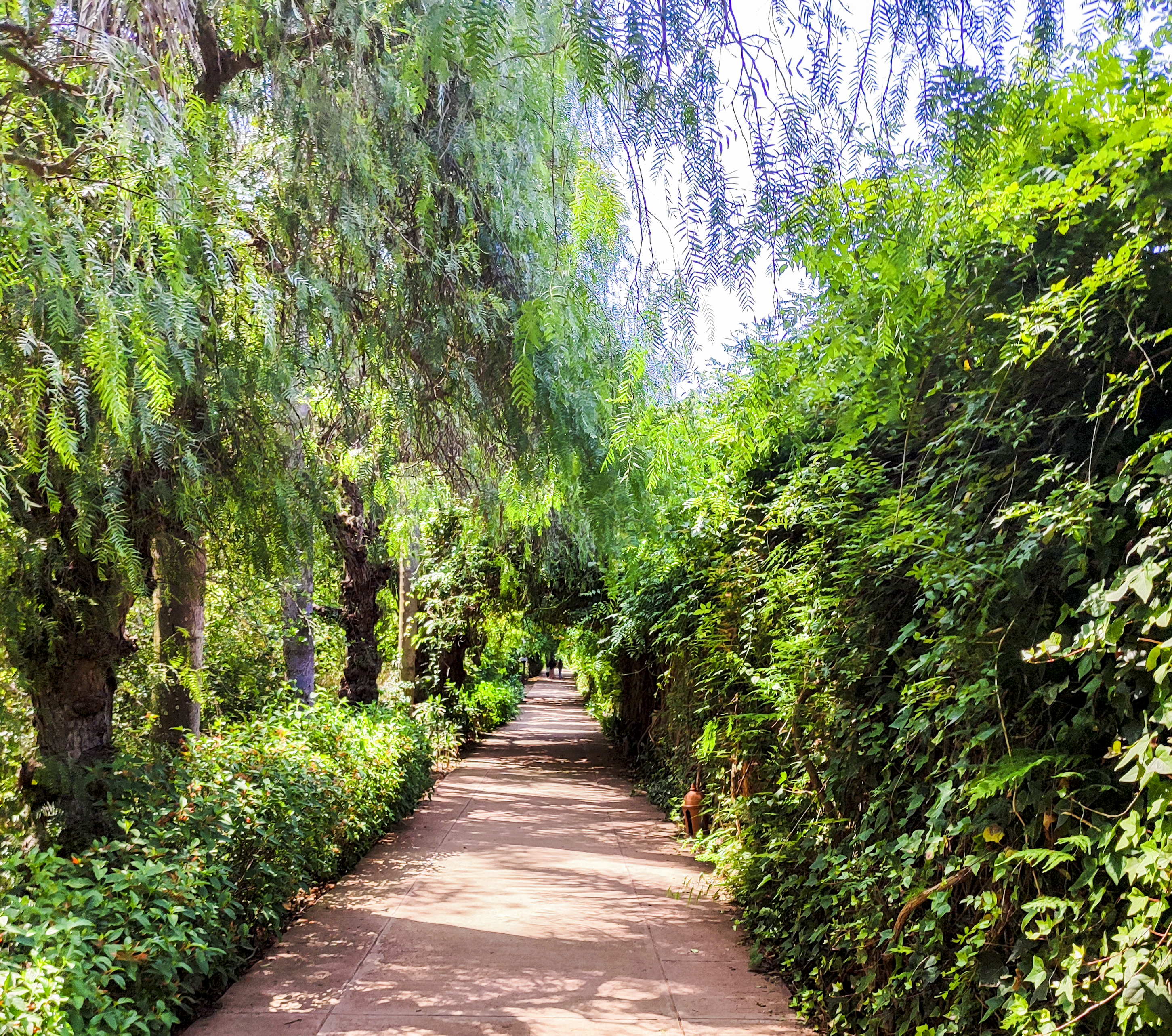
Entrée des Jardins exotiques de Bouknadel
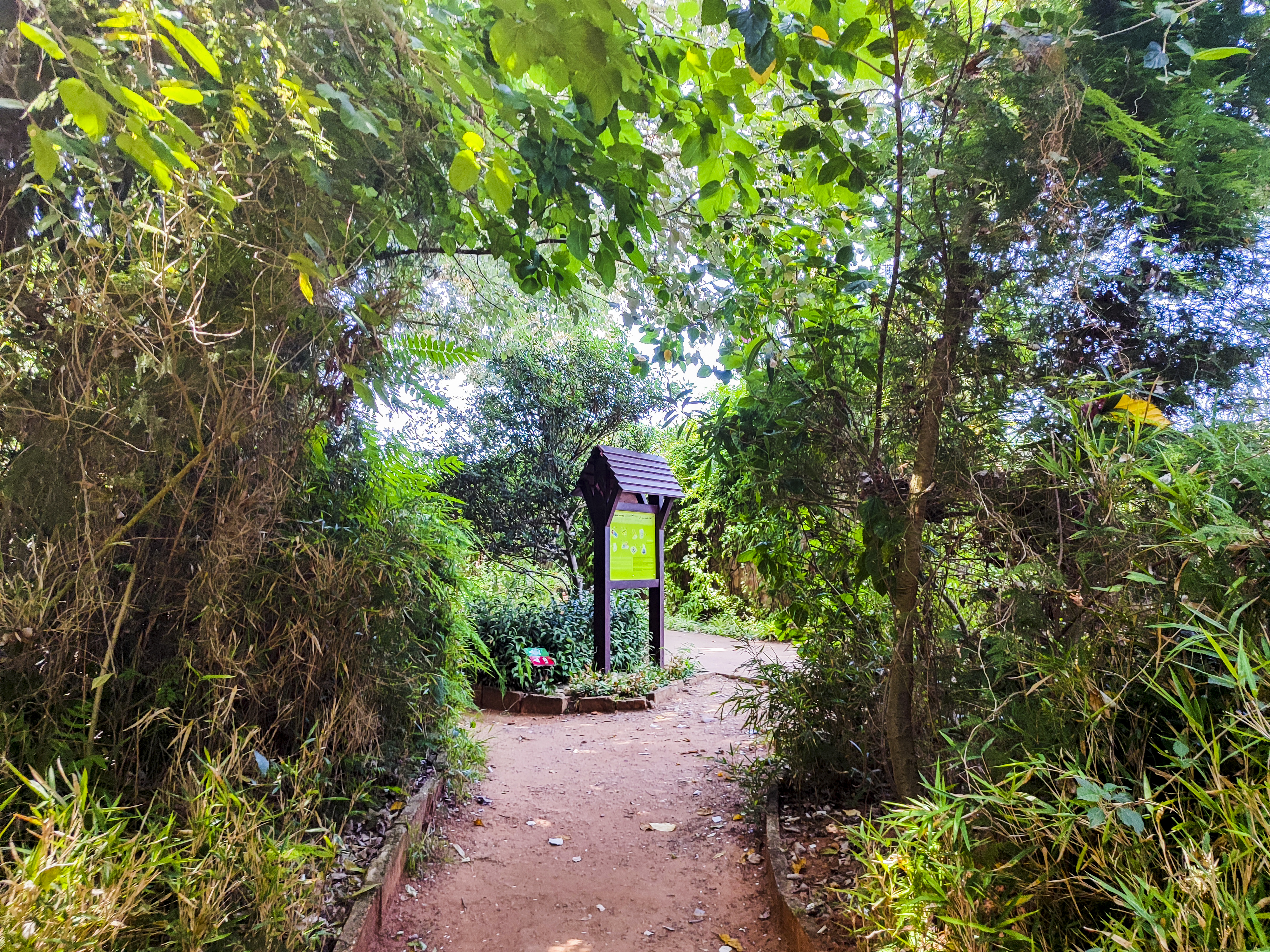
Jardins exotiques de Bouknadel
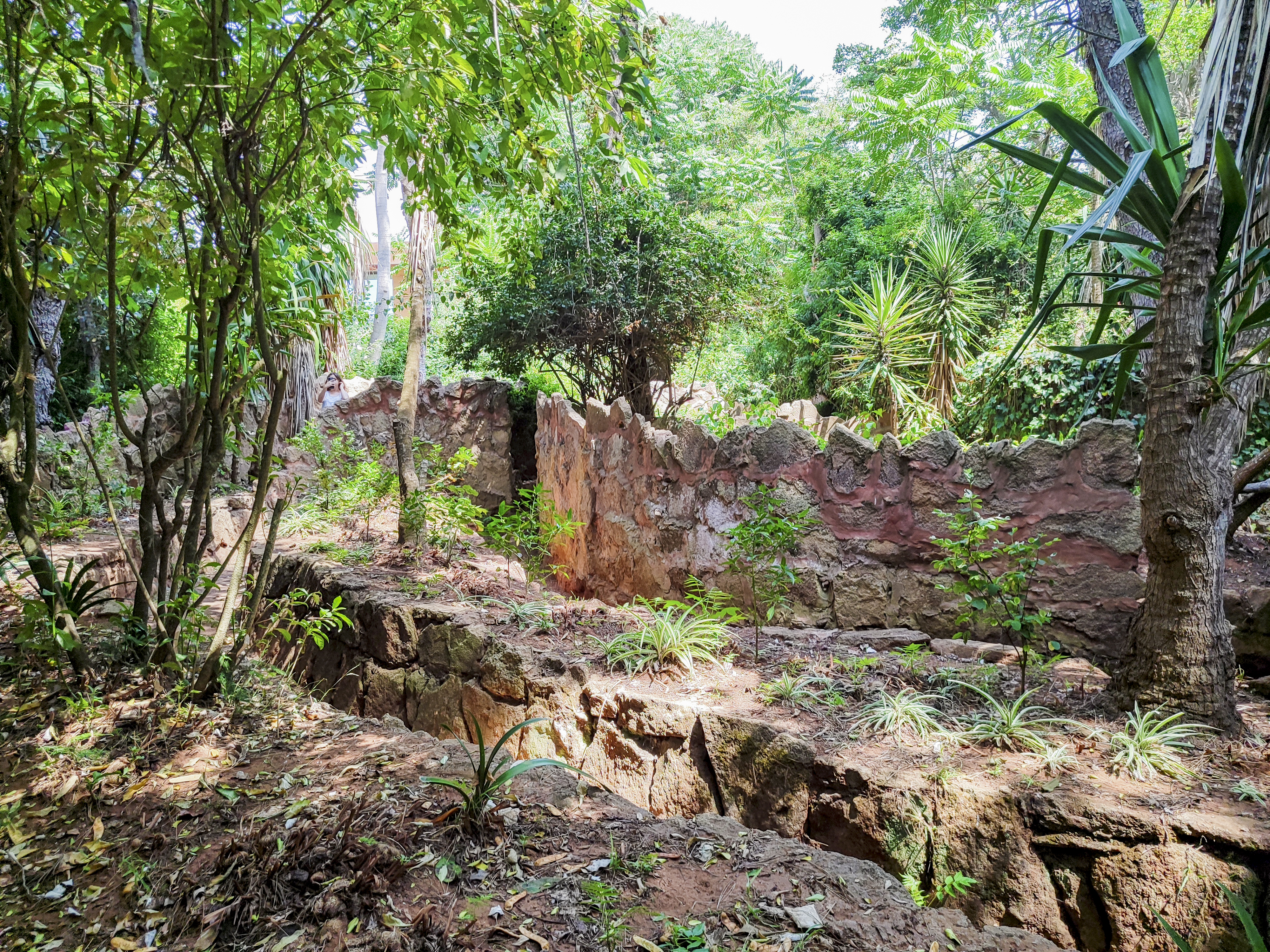
labyrinthe des Jardins exotiques de Bouknadel
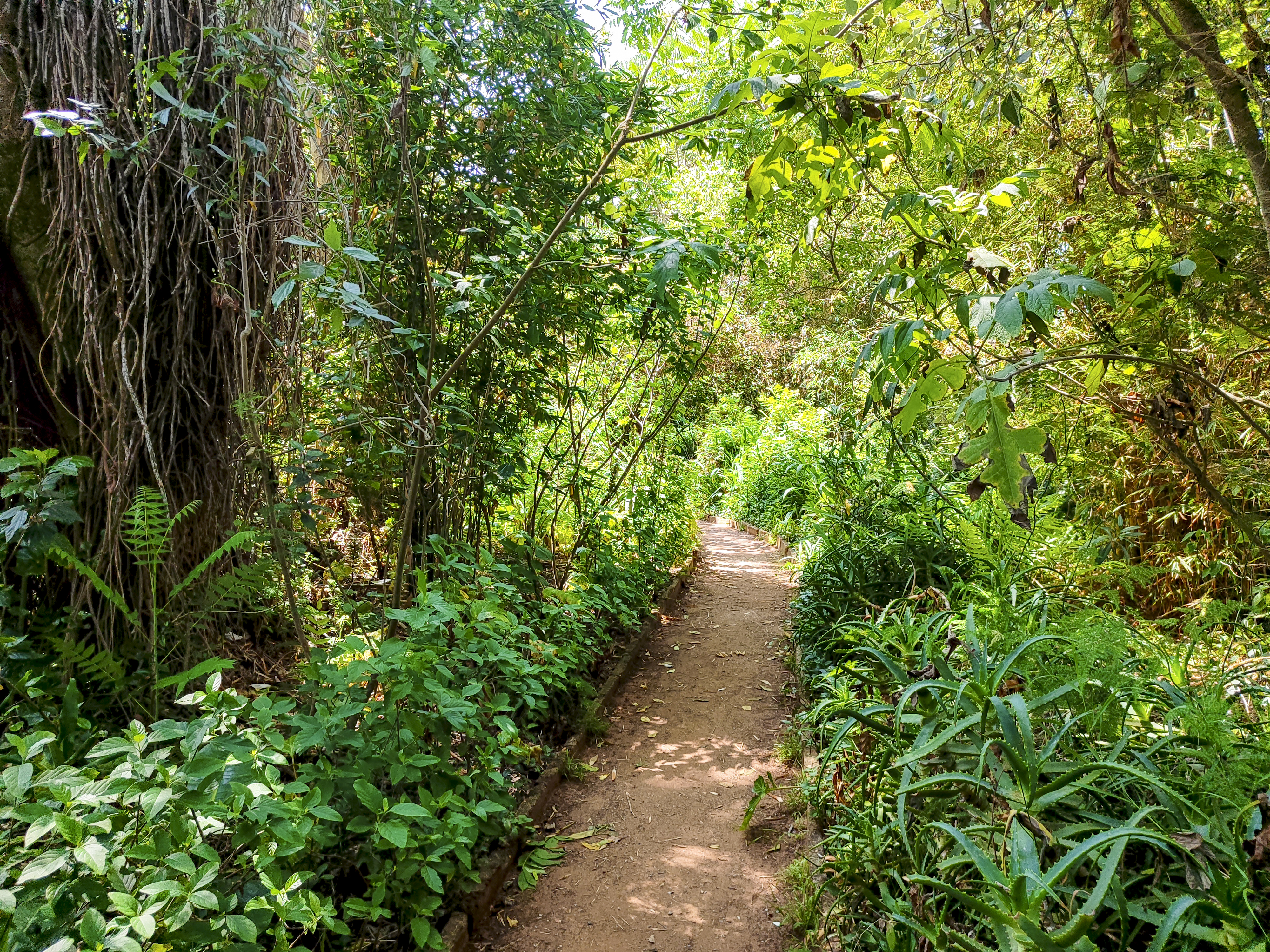
Jardins exotiques de Bouknadel
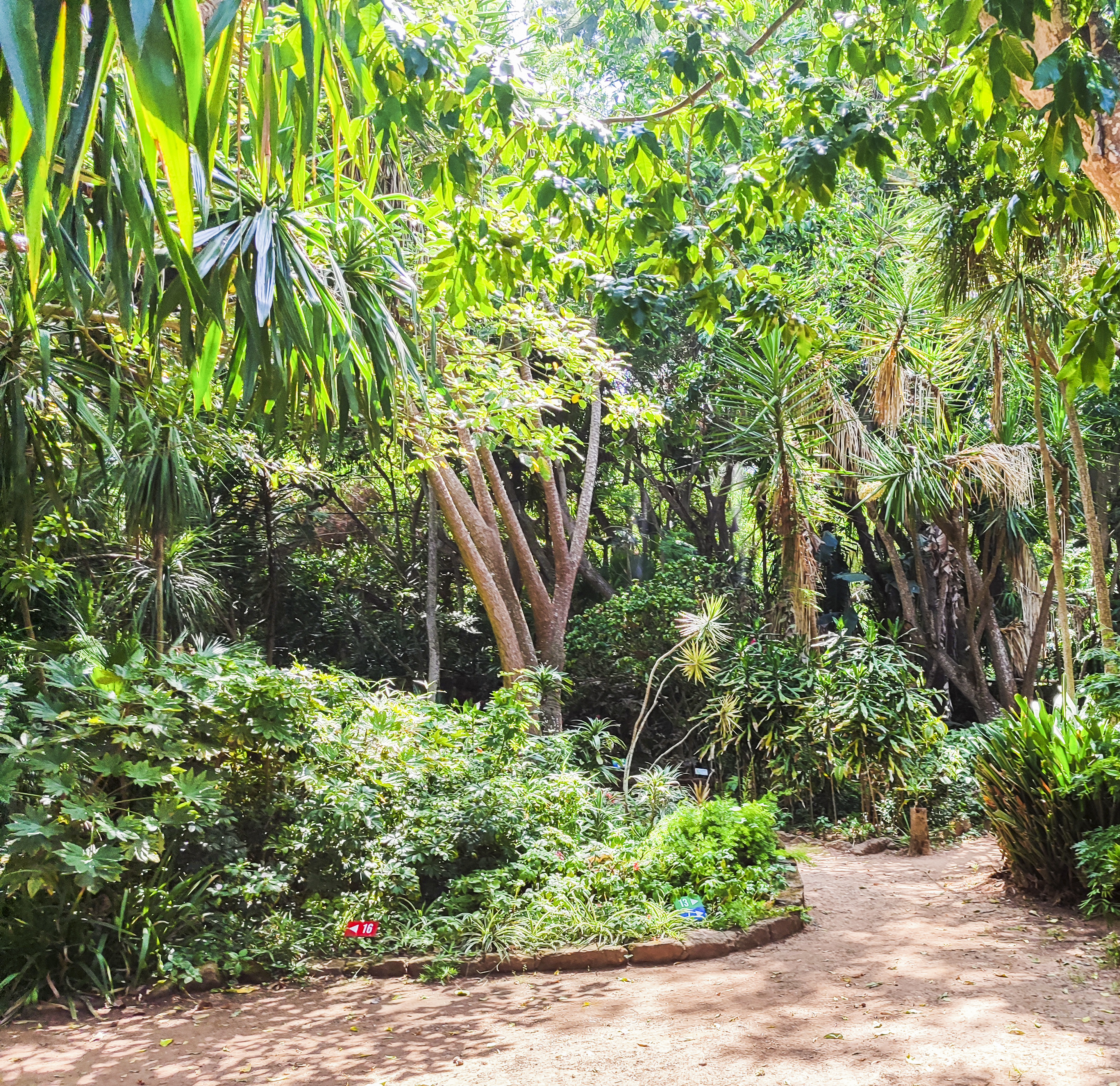
Jardins exotiques de Bouknadel
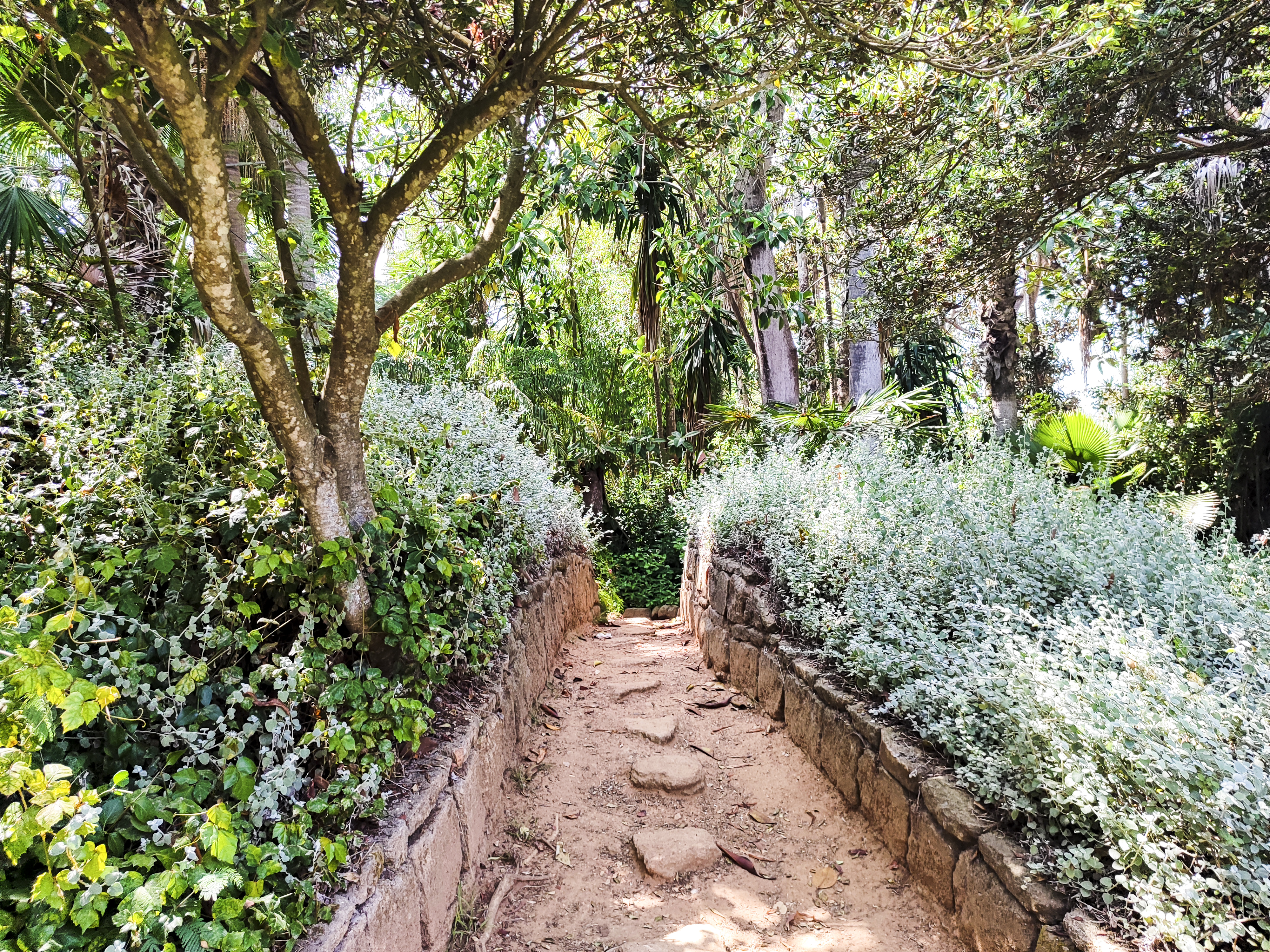
Jardins exotiques de Bouknadel
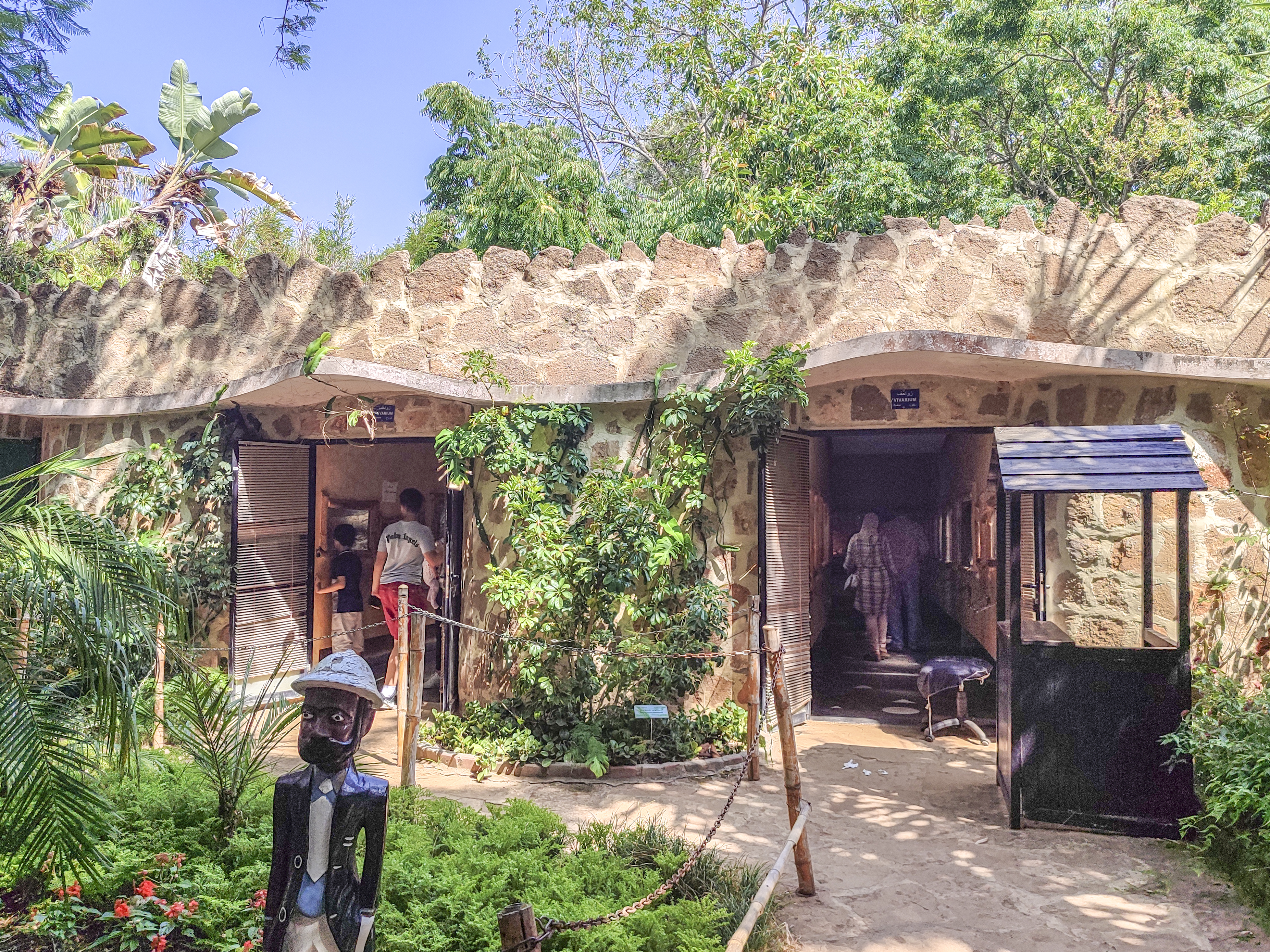
Exposition de reptiles
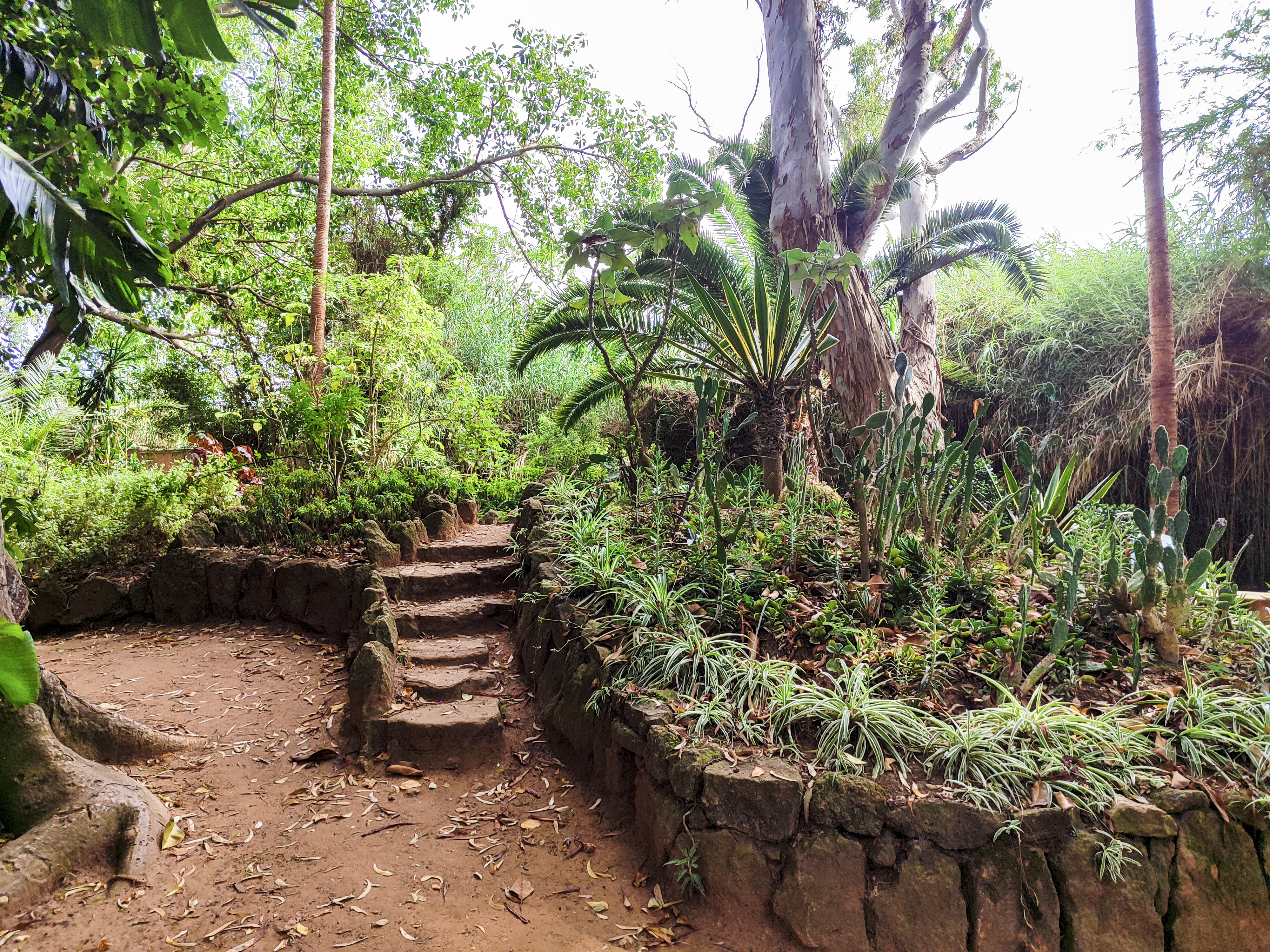
Jardins exotiques de Bouknadel
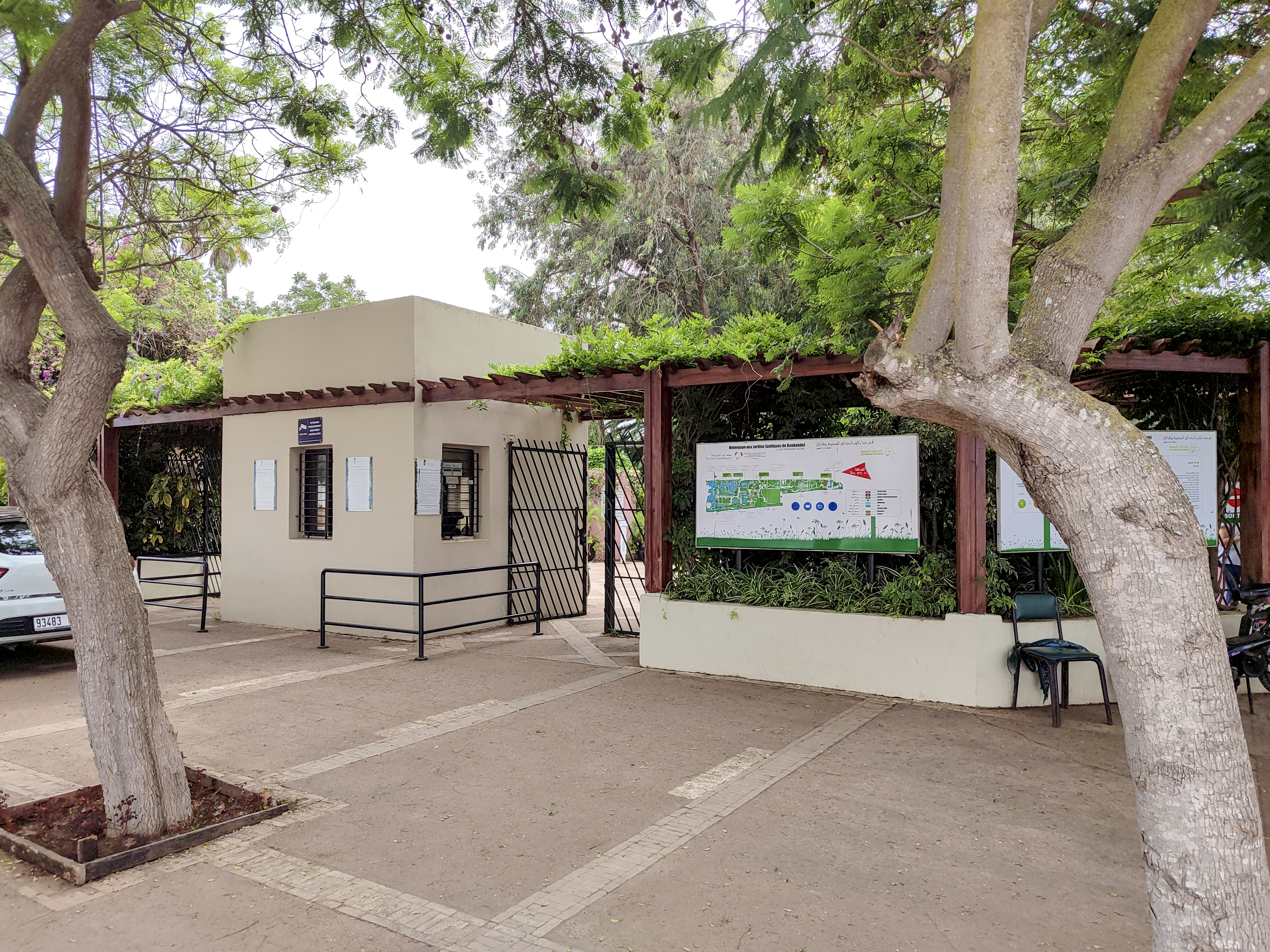
l'entrée des jardins